# Menville
Menville (okzitanisch: Menvila) ist eine französische Gemeinde mit 799 Einwohnern (Stand: 1. Januar 2022) im Département Haute-Garonne in der Region Okzitanien. Sie gehört zum Arrondissement Toulouse und zum Kanton Léguevin. Die Einwohner werden Menvillois und Menvilloises genannt.

## Geographie
Menville liegt etwa 21 Kilometer westnordwestlich von Toulouse an der Save. Umgeben wird Menville von den Nachbargemeinden Bretx im Norden, Saint-Paul-sur-Save im Nordosten, Lévignac im Osten und Süden, Le Castéra im Westen sowie Thil im Nordwesten.

## Bevölkerungsentwicklung
| Jahr                       | 1962 | 1968 | 1975 | 1982 | 1990 | 1999 | 2009 | 2020 |
| Einwohner                  | 113  | 129  | 150  | 193  | 301  | 406  | 518  | 788  |
| Quellen: Cassini und INSEE |      |      |      |      |      |      |      |      |

## Sehenswürdigkeiten
- Kirche Saint-Germier-et-Sainte-Quitterie aus dem 19. Jahrhundert
- Schloss Montlezun aus dem 19. Jahrhundert

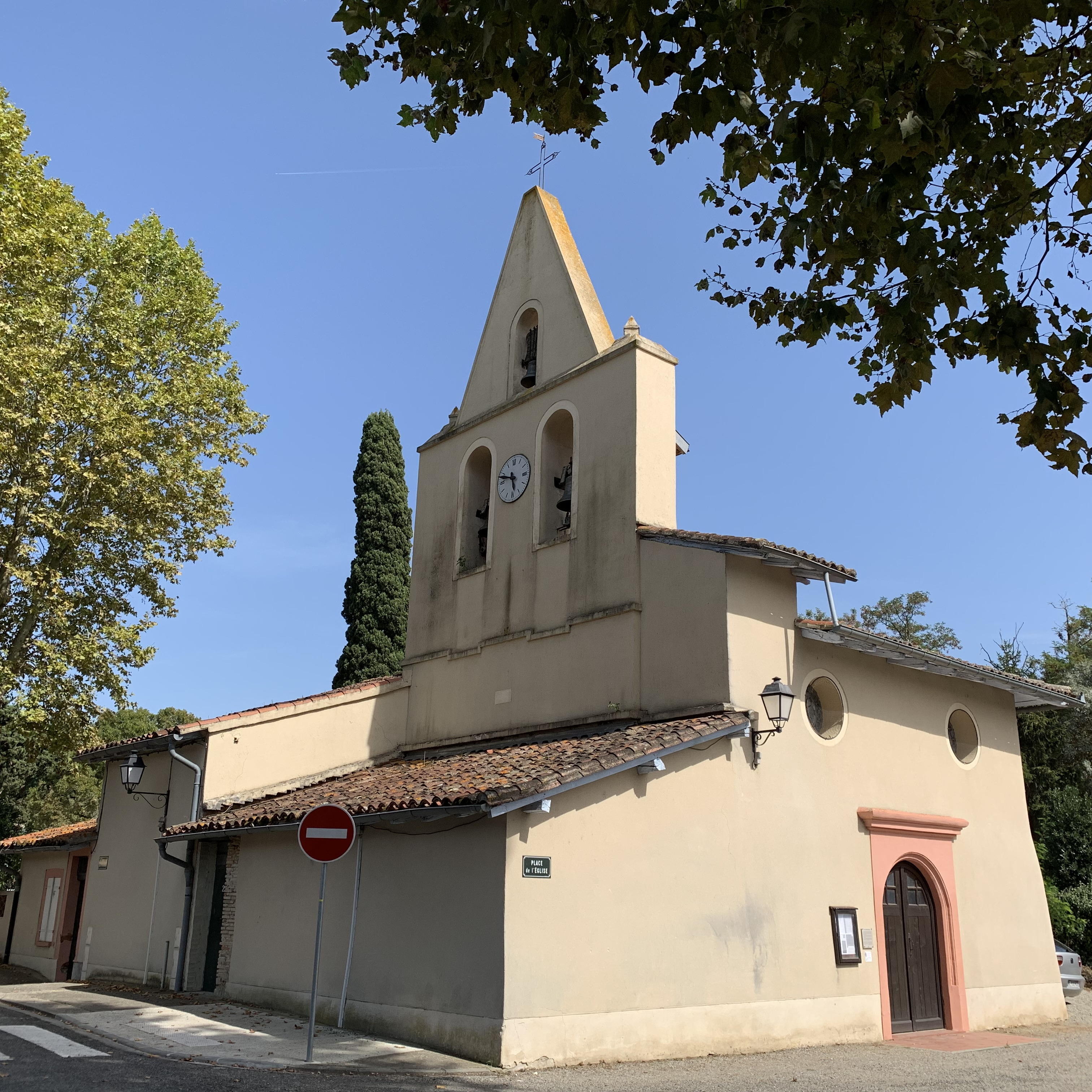
Kirche Saint-Germier-et-Sainte-Quitterie